# Атентат на немачке авијатичаре у Загребу 30. септембра 1941.
|  | Овај чланак је део серије чланка о Загребу у Народно-ослободилачкој борби. |

Атентат на групу немачких авијатичара извршила је 30. септембра 1941. године ударна група, чији су чланови били Никола Перковић, Лазо Врачарић и Иван Шибл, пуцајући из пиштоља на тројицу немачких авијатичара на углу Звонимирове и Русанове улице у Загребу. Један Немац погинуо је на месту, други је подлегао ранама нешто касније у болници, а трећи је био тешко рањен.
Ово је био други напад на војнике Вермахта у Загребу. Први се десио 12. септембра 1941, када је група омладинаца са Светица напала бомбама аутобус са немачким војницима, ранивши том приликом двојицу.

## Атентат
Чланови ударне групе су увече 30. септембра, нешто пре 7 часова, опазили у Звонимировој улици испред тадашњег бископа „Унион“ три немачка подофицира-авијатичара, који су ушли унутра. одлучили су да причекају завршетак представе, те да их после тога дочекају и нападну на пригодном месту. Као добри познаваоци прилика у овом делу града, омладинци су претпоставили да ће авијатичари после филма кренути највероватније Звонимировом улицом у правцу Боронгајског аеродрома, где је била смештена њихова јединица. Пошто су испитали безбедност терена, одлучили су да напад изведу на углу Звонимирове и Русанове улице. Ту им се такође пружала добра могућност бега после извршене акције.
Филм је завршио у 9 часова, након чега су авијатичари изишли међу првима из биоскопа. Ударна група засула их је мецима из блиског одстојања. Авијатичар у кога је пуцао Шибл одмах се срушио мртав, Врачарићев је отрчао неколико корака напред и згрчио се поред телефонског стуба, а Перковићев је отетурао 20-ак корака ухватио се за дрво и срушио се на земљу. Управо у моменту када су три нападача завршила с пуцњавом, наишао је аутобус немачких војника. Био је то исти онај аутобус на који су 12. септембра омладинци бацили две бомбе. Шофер је нагло закочио, Немци су искочили на тротоар и разбежали се по баштама околних кућа. Пуцњава је започела пошто су три друга већ давно напустила место напада.
Међутим, Врачарић и Перковић наишли су код фабрике папира и рампе на Завртници на заседу одреда културбундоваца. Врачарић је тада био лакше рањен, али је успео да се спасе. Кад су се већ одвојили, Перковић је поново упао у блокаду, рањен је и ухваћен.

## Реакција на напад
Од девет часова увече, кад је напад извршен, па све до два ујутро, трајала је у читавом источном делу града жестока пуцњава из пушака и пушкомитраљеза. Одреди усташа и Немаца у пуној ратној спреми крстарили су посвуда наоколо и пуцали у мрак. Овога пута немачке окупационе власти реагирале су оштро. У уличном нападу погинули су припадници Вермахта и Гестапо је предузео озбиљну истрагу. Владали су се као на окупираном подручју и нимало нису водили рачуна о чињеници да је НДХ макар и само формално суверена држава. Хапсили су десетке и десетке недужних људи, само ако су утврдили да су се било када дружили или макар само познавали некога од тројице нападача. Хапсили су масовно и њихове породице.
Истрагу је водило усташко редарство, али и Гестапо. Перковића који је признао напад, осудио је немачки ратни суд уместо суда НДХ (јер је напад извршен на подручју НДХ), а усташке новине писале су о томе као о сасвим нормалној ствари.

## Занимљивост
Године 1961, немачка полиција ухапсила је Лазу Врачарића Минхену на основу тералице расписане за њим и Иваном Шиблом након атентата 1941, али је био пуштен након три дана.